# Peridroma goughi
Peridroma goughi är en fjärilsart som beskrevs av Fletcher 1963. Peridroma goughi ingår i släktet Peridroma och familjen nattflyn. Inga underarter finns listade i Catalogue of Life.